# Телегина, Валентина Васильевна
Валенти́на Васи́льевна Теле́гина (3 февраля 1919 года, дер. Лаврово, Ивановская область, Россия — 24 октября 1985 года, дер. Перемилово, Ивановская область, СССР) — Герой Социалистического Труда.

## Биография
Родилась 3 февраля 1919 года в крестьянской семье.
С 1940 года трудилась в колхозе «Россия» (тогда — имени И. В. Сталина) Шуйского района. Работала сначала подвозчиком кормов, затем — дояркой и более 30 лет — бригадиром животноводства Перемиловской молочно-товарной фермы. В 1945-м году от каждой коровы В. В. Телегина получила по 3600 килограммов молока вместо запланированных 3500. Вскоре после этого достижения она возглавила коллектив фермы. Многие годы Перемиловская ферма становилась победителем областного социалистического соревнования, являлась школой передового опыта регионального масштаба, была местом производственной практики сельских школьников. В 1970 году годовой надой молока от каждой коровы на ферме составлял свыше 4000 килограммов. За выдающиеся достижения в труде 8 апреля 1971 года Валентина Васильевна Телегина Указом Президиума Верховного Совета СССР была удостоена золотой медали «Серп и молот» и ордена Ленина.
Избиралась членом правления колхоза и Шуйского райкома КПСС. Была делегатом XXIII съезда КПСС.
С 1975 года находилась на пенсии.
Скончалась 24 октября 1985 года. Похоронена на аллее почетных захоронений Троицкого кладбища г. Шуи.